# Ghințură galbenă
Ghințura galbenă (Gentiana lutea) este o plantă cu flori din familia Gentianaceae.

## Descriere

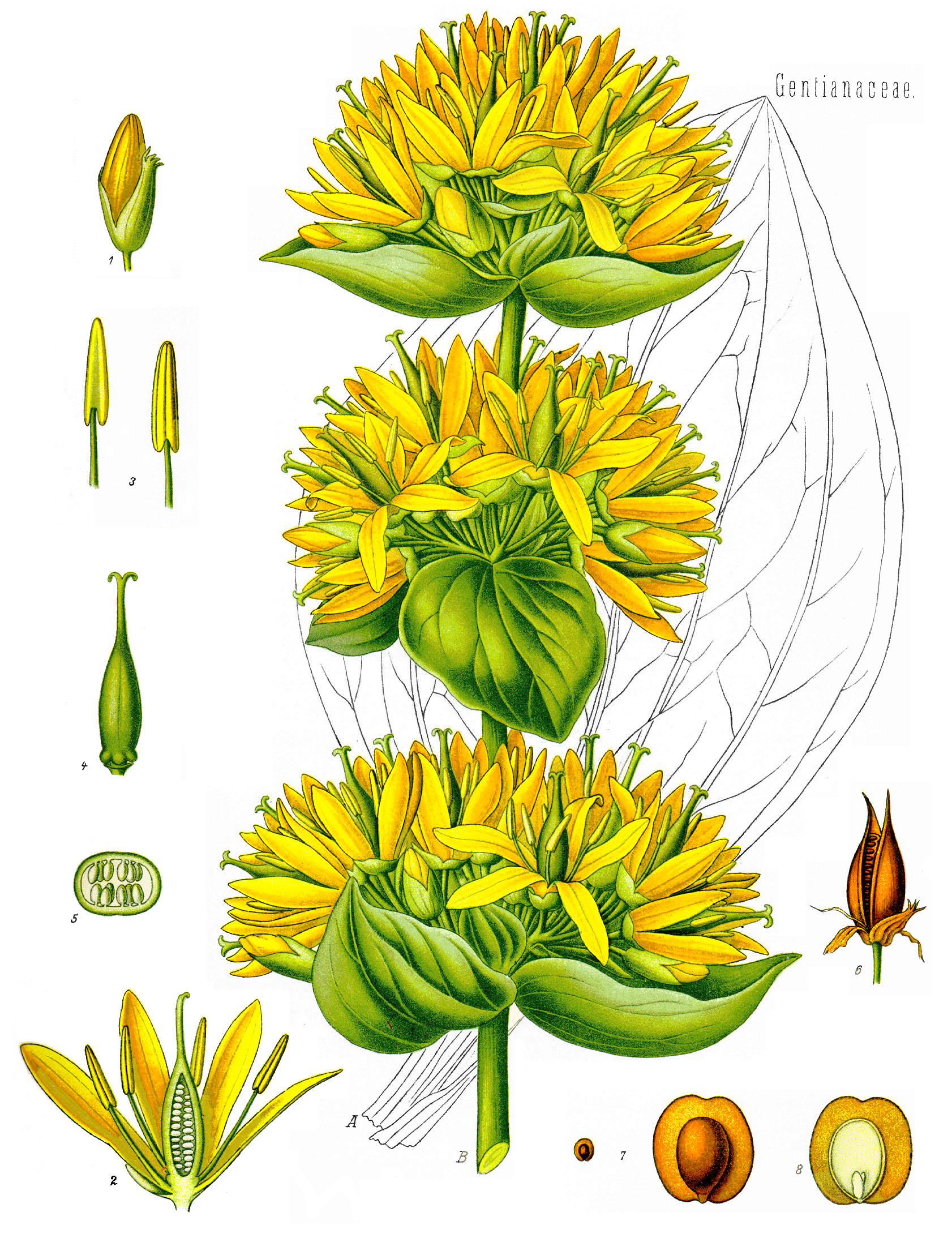
Morfologia

Gentiana lutea - H - 40-140 cm. Plantă perenă robustă, are  rizom gros de  2-2 cm, scurt, din care pornesc 3-5 rădăcini verticale, brune gălbui. Tulpina este fistuloasă, frunzele opuse, lat oval eliptice, cu 5-7 nervuri proeminente paralele. Flori cu pedicel lung, caliciu albicios și corolă galbenă, dispuse în cime la subțioara frunzelor. Fruct capsulă cu 2 valve. Înflorirea are loc VI-VIII. OCROTITĂ DE LEGE! Plantă medicinală. Se găsește în zona alpină, prin pajiști instalate pe soluri scheletice bogate în humus. În sudul și centrul Europei, Asia Mică. 
'Ghințura galbenă este o plantă robustă. Tulpina poate avea și un metru înălțime.
Florile sunt mari și de culoare galbenă. Ele stau în buchete dese la subsuoara perechilor de frunze ca niște coșulețe aflate în partea superioară a tulpinii. Corola are tubul scurt și 5-6 diviziuni lungi. Ghințura galbenă înflorește în lunile iulie-august.
Frunzele verzi-albăstrui sunt mari, eliptice, late, așezate în perechi. Ele au 5-7 nervuri puternice.

## Utilizare
Este o plantă medicinală: rădăcina sa lungă și foarte groasă este utilizată în farmacie, datorită proprietăților sale digestive și tonice. Ghințura galbenă recoltată în toamna anului III de viața este folosită ca plantă medicinală sau la producerea unui rachiu amar folosit ca aperitiv. Se recoltează cu plugul fără cormană, rădăcinile se decoltează cu secerea.
Ghințura galbenă se recomandă la gastrita hipoacidă, tulburările dispeptice. Stimulează intens secrețiile salivare și gastrice; este antihelmintică; colerectic-colagogă, antimalarică, antipiretică.

## Răspândire
În România, ghințura galbenă crește în munții Carpați pe grohotișuri și pe coastele însorite ierboase, uneori și în zonele de pădure, în flora spontană. Planta este declarată monument al naturii. 

### Cultivare
Are condiții optime de cultivare la altitudinea de 400–800 m în județele Neamț, Prahova, Brașov, dar poate fi cultivată și în alte zone subcarpatice.
Însămânțarea se face cu semănătoarea în pragul iernii.